# Incident de Shanghai

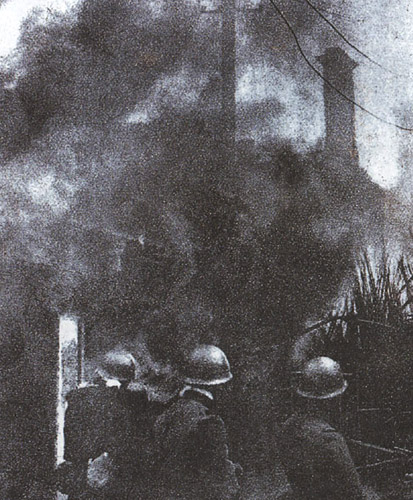
Tropes japoneses incendiant un barri

El denominat Incident de Shanghai (1932) rep diversos noms: en textos xinesos es coneix com a Incident del 28 de Gener (xinès simplificat: 一·二八事变; xinès tradicional xinès: 一·二八事變; pinyin: yī èrbā shìbiàn), mentre que a Occident, sovint, se'l menciona també com la Guerra de Shanghai). Al Japó rep el nom de Primer Incident de Shanghai (El “Segon Incident de Shanghai “ o “Batalla de Shanghai” va succeir als inicis de la Segona Guerra Sinojaponesa).

## Antecedents
Arran de l'incident de Mukden del 18 de setembre de 1931, que va tenir lloc al nord de Manxúria en ser dinamitat un tram de la companyia japonesa de Ferrocarril del Sud de Manxúria, i que va originar l'ocupació de Manxúria i, finalment, la creació de l'estat titella de Manxukuo, afegit a l'anterior ressentiment que s'arrossegava per l'ocupació nipona de Corea, es va produir un boicot contra els interessos japonesos que provocà greus danys al seu comerç. A Shanghai, la comunitat japonesa va exigir de les autoritats el retorn a la situació. L'agitació s'anava estenent per tota Xina. El govern imperial va enviar un escrit al govern del Kuomintang.

## Desenvolupament del conflicte
El 18 de gener de 1932 cinc monjos japonesos, a Shanghai, es van acostar amb càntics budistes a una fàbrica, foren atacats per treballadors xinesos i un monjo va morir a conseqüència dels cops. L'endemà es van produir aldarulls. En una acció poc clara pel que fa als responsables, es va incendiar la fàbrica xinesa San You, on s'havien produït les agressions. La policia, volent posar fi a l'agitació, va intervenir-hi, cosa que va originar enfrontaments, amb baixes entre les forces de seguretat i els civils.

## La guerra
A finals de gener els japonesos havien concentrat vaixells de guerra i soldats amb la intenció de protegir la seva concessió Els nipons van reclamar indemnitzacions que el municipi va estar disposat a concedir però la nit del 28 de gener els japonesos an bombardejar Shanghai cosa que va ocasionar una forta resistència de 19 Exèrcit de Ruta xinès. Per primer cop un portaavions participava en l'Extrem Orient Els representants de les altres concessions estrangeres es van oferir per a mediar entre les dues forces combatents però els japonesos s'hi van negar. El 12 de febrer els xinesos van rebre un ultimàtum per allunyar-se de la ciutat però no el van acceptar.i, llavors, els combats es van intensificar, motiu pel qual els japonesos van incrementar les seves tropes de reforç mentre que Chiang Kai-shek va enviar les seves tropes d'elit. A causa de l'increment dels atacs, les tropes xineses abandonen la ciutat el 3 de març de 1932.

## L'alto el foc
Els combats van continuar malgrat l'oferta unilateral de cessament d'hostilitats per part dels xinesos. El 14 de març, representants de la Societat de Nacions van arribar a Shanghai per pressionar els japonesos. El 5 de maig de 1932, Xina i Japó, finalment, signe l'acord que posava fi, definitivament, els combats.

## Conseqüències
Shanghai és declarada zona desmilitaritzada. Els occidentals van assegurar els seus interessos a les concessions.Malgrat que el tractat fou considerat una nova humiliació pels xinesos, va reforçar la posició de Chiang Hai-shek.